# Ingoesjetische Autonome Oblast
De Ingoesjetische Autonome Oblast (Russisch: Ингушская автономная область, Ingoesjskaja avtonomnaja oblast) is een voormalige autonome oblast in de RSFSR van de Sovjet-Unie die werd gecreëerd na de opheffing van de Sovjetrepubliek der Bergvolkeren op 7 juli 1924.
Op 15 januari 1934 werden de Tsjetsjeense en Ingoesjetische Autonome Oblast samengevoegd tot de Tsjetsjeens-Ingoesjetische Autonome Oblast, die op 5 december 1936 werd omgevormd tot de Tsjetsjeens-Ingoesjetische ASSR binnen de RSFSR.
Hieruit ontstonden na het uiteenvallen van de Sovjet-Unie in 1990 uiteindelijk Tsjetsjenië en Ingoesjetië.